# パルデア順のポケモン一覧
パルデア順のポケモン一覧（パルデアじゅんのポケモンいちらん）では、ポケットモンスターシリーズに登場する1025種類のポケモンのうち、『ポケットモンスター スカーレット・バイオレット』におけるパルデア地方のポケモン図鑑3種（パルデア・キタカミの里・ブルーベリー学園）に登場する各400種、200種、243種類を各図鑑ごとの番号順に列記する。

## パルデア図鑑
1. ニャオハ
2. ニャローテ
3. マスカーニャ
4. ホゲータ
5. アチゲータ
6. ラウドボーン
7. クワッス
8. ウェルカモ
9. ウェーニバル
10. グルトン
11. パフュートン
12. タマンチュラ
13. ワナイダー
14. マメバッタ
15. エクスレッグ
16. ハネッコ
17. ポポッコ
18. ワタッコ
19. ヤヤコマ
20. ヒノヤコマ
21. ファイアロー
22. パモ
23. パモット
24. パーモット
25. デルビル
26. ヘルガー
27. ヤングース
28. デカグース
29. ホシガリス
30. ヨクバリス
31. ヒマナッツ
32. キマワリ
33. コロボーシ
34. コロトック
35. コフキムシ
36. コフーライ
37. ビビヨン
38. ミツハニー
39. ビークイン
40. ココガラ
41. アオガラス
42. アーマーガア
43. ピンプク
44. ラッキー
45. ハピナス
46. ルリリ
47. マリル
48. マリルリ
49. アメタマ
50. アメモース
51. ブイゼル
52. フローゼル
53. ウパー
54. ドオー
55. コダック
56. ゴルダック
57. カムカメ
58. カジリガメ
59. ププリン
60. プリン
61. プクリン
62. ラルトス
63. キルリア
64. サーナイト
65. エルレイド
66. スリープ
67. スリーパー
68. ゴース
69. ゴースト
70. ゲンガー
71. ワッカネズミ
72. イッカネズミ
73. ピチュー
74. ピカチュウ
75. ライチュウ
76. パピモッチ
77. バウッツェル
78. ナマケロ
79. ヤルキモノ
80. ケッキング
81. アマカジ
82. アママイコ
83. アマージョ
84. ミニーブ
85. オリーニョ
86. オリーヴァ
87. ウソハチ
88. ウソッキー
89. イワンコ
90. ルガルガン
91. タンドン
92. トロッゴン
93. セキタンザン
94. コリンク
95. ルクシオ
96. レントラー
97. ムックル
98. ムクバード
99. ムクホーク
100. オドリドリ
101. メリープ
102. モココ
103. デンリュウ
104. チュリネ
105. ドレディア
106. キノココ
107. キノガッサ
108. カジッチュ
109. アップリュー
110. タルップル
111. バネブー
112. ブーピッグ
113. イキリンコ
114. ムウマ
115. ムウマージ
116. マクノシタ
117. ハリテヤマ
118. マケンカニ
119. ケケンカニ
120. ヤトウモリ
121. エンニュート
122. ゴマゾウ
123. ドンファン
124. ゾウドウ
125. ダイオウドウ
126. フカマル
127. ガバイト
128. ガブリアス
129. コジオ
130. ジオヅム
131. キョジオーン
132. キャモメ
133. ペリッパー
134. コイキング
135. ギャラドス
136. サシカマス
137. カマスジョー
138. バスラオ
139. ゴクリン
140. マルノーム
141. ニャース
142. ペルシアン
143. フワンテ
144. フワライド
145. フラベベ
146. フラエッテ
147. フラージェス
148. ディグダ
149. ダグトリオ
150. コータス
151. ドンメル
152. バクーダ
153. ドーミラー
154. ドータクン
155. キバゴ
156. オノンド
157. オノノクス
158. マンキー
159. オコリザル
160. コノヨザル
161. アサナン
162. チャーレム
163. リオル
164. ルカリオ
165. カルボウ
166. グレンアルマ
167. ソウブレイズ
168. ドジョッチ
169. ナマズン
170. ズピカ
171. ハラバリー
172. ヌメラ
173. ヌメイル
174. ヌメルゴン
175. グレッグル
176. ドクロッグ
177. カイデン
178. タイカイデン
179. イーブイ
180. シャワーズ
181. サンダース
182. ブースター
183. エーフィ
184. ブラッキー
185. リーフィア
186. グレイシア
187. ニンフィア
188. ノコッチ
189. ノココッチ
190. シキジカ
191. メブキジカ
192. キリンリキ
193. リキキリン
194. ベトベター
195. ベトベトン
196. オラチフ
197. マフィティフ
198. エレズン
199. ストリンダー
200. デデンネ
201. パチリス
202. シルシュルー
203. タギングル
204. オドシシ
205. タマゲタケ
206. モロバレル
207. ビリリダマ
208. マルマイン
209. コイル
210. レアコイル
211. ジバコイル
212. メタモン
213. ガーディ
214. ウインディ
215. ヒメグマ
216. リングマ
217. ザングース
218. ハブネーク
219. チルット
220. チルタリス
221. メェークル
222. ゴーゴート
223. ケンタロス
224. シシコ
225. カエンジシ
226. スカンプー
227. スカタンク
228. ゾロア
229. ゾロアーク
230. ニューラ
231. マニューラ
232. ヤミカラス
233. ドンカラス
234. ゴチム
235. ゴチミル
236. ゴチルゼル
237. ヤバチャ
238. ポットデス
239. ミミッキュ
240. クレッフィ
241. イエッサン
242. アノクサ
243. アノホラグサ
244. ノノクラゲ
245. リククラゲ
246. トロピウス
247. カリキリ
248. ラランテス
249. ガケガニ
250. カプサイジ
251. スコヴィラン
252. サボネア
253. ノクタス
254. シガロコ
255. ベラカス
256. コンパン
257. モルフォン
258. クヌギダマ
259. フォレトス
260. ストライク
261. ハッサム
262. ヘラクロス
263. ヒラヒナ
264. クエスパトラ
265. ヒポポタス
266. カバルドン
267. メグロコ
268. ワルビル
269. ワルビアル
270. スナヘビ
271. サダイジャ
272. ドロバンコ
273. バンバドロ
274. メラルバ
275. ウルガモス
276. タツベイ
277. コモルー
278. ボーマンダ
279. カヌチャン
280. ナカヌチャン
281. デカヌチャン
282. ミブリム
283. テブリム
284. ブリムオン
285. ベロバー
286. ギモー
287. オーロンゲ
288. ウミディグダ
289. ウミトリオ
290. オトシドリ
291. ナミイルカ
292. イルカマン
293. ブロロン
294. ブロロローム
295. モトトカゲ
296. ミミズズ
297. ヤミラミ
298. カゲボウズ
299. ジュペッタ
300. タイレーツ
301. ルチャブル
302. ミカルゲ
303. オンバット
304. オンバーン
305. ドラメシヤ
306. ドロンチ
307. ドラパルト
308. キラーメ
309. キラフロル
310. ロトム
311. ボチ
312. ハカドッグ
313. ヤレユータン
314. ナゲツケサル
315. ネッコアラ
316. ヨーギラス
317. サナギラス
318. バンギラス
319. イシヘンジン
320. コオリッポ
321. バチンウニ
322. スナバァ
323. シロデスナ
324. ヤドン
325. ヤドラン
326. ヤドキング
327. カラナクシ
328. トリトドン
329. シェルダー
330. パルシェン
331. ハリーセン
332. ラブカス
333. ケイコウオ
334. ネオラント
335. ハギギシリ
336. ママンボウ
337. クズモー
338. ドラミドロ
339. ウデッポウ
340. ブロスター
341. シビシラス
342. シビビール
343. シビルドン
344. ヒドイデ
345. ドヒドイデ
346. カラミンゴ
347. ミニリュウ
348. ハクリュー
349. カイリュー
350. ユキハミ
351. モスノウ
352. ユキカブリ
353. ユキノオー
354. デリバード
355. クマシュン
356. ツンベアー
357. ユキワラシ
358. オニゴーリ
359. ユキメノコ
360. フリージオ
361. アルクジラ
362. ハルクジラ
363. カチコール
364. クレベース
365. ワシボン
366. ウォーグル
367. コマタナ
368. キリキザン
369. ドドゲザン
370. モノズ
371. ジヘッド
372. サザンドラ
373. ミガルーサ
374. ヘイラッシャ
375. シャリタツ
376. イダイナキバ
377. サケブシッポ
378. アラブルタケ
379. ハバタクカミ
380. チヲハウハネ
381. スナノケガワ
382. テツノワダチ
383. テツノツツミ
384. テツノカイナ
385. テツノコウベ
386. テツノドクガ
387. テツノイバラ
388. セビエ
389. セゴール
390. セグレイブ
391. コレクレー
392. サーフゴー
393. チオンジェン
394. パオジアン
395. ディンルー
396. イーユイ
397. トドロクツキ
398. テツノブジン
399. コライドン
400. ミライドン

## キタカミ図鑑
1. イトマル
2. アリアドス
3. ヤンヤンマ
4. メガヤンマ
5. ウパー
6. ヌオー
7. ポチエナ
8. グラエナ
9. バルビート
10. イルミーゼ
11. ヘイガニ
12. シザリガー
13. クルミル
14. クルマユ
15. ハハコモリ
16. アブリー
17. アブリボン
18. アーボ
19. アーボック
20. ピチュー
21. ピカチュウ
22. ライチュウ
23. マダツボミ
24. ウツドン
25. ウツボット
26. オタチ
27. オオタチ
28. ムックル
29. ムクバード
30. ムクホーク
31. カリキリ
32. ラランテス
33. カジッチュ
34. アップリュー
35. タルップル
36. カミッチュ
37. ロコン
38. キュウコン
39. ニョロモ
40. ニョロゾ
41. ニョロボン
42. ニョロトノ
43. コイキング
44. ギャラドス
45. ホーホー
46. ヨルノズク
47. エイパム
48. エテボース
49. ヘラクロス
50. ウリムー
51. イノムー
52. マンムー
53. オドシシ
54. タネボー
55. コノハナ
56. ダーテング
57. ラルトス
58. キルリア
59. サーナイト
60. エルレイド
61. コロボーシ
62. コロトック
63. パチリス
64. リオル
65. ルカリオ
66. チュリネ
67. ドレディア
68. ボクレー
69. オーロット
70. イワンコ
71. ルガルガン
72. ホシガリス
73. ヨクバリス
74. ノノクラゲ
75. リククラゲ
76. チャデス
77. ヤバソチャ
78. ガーディ
79. ウインディ
80. イシツブテ
81. ゴローン
82. ゴローニャ
83. ウソハチ
84. ウソッキー
85. ドッコラー
86. ドテッコツ
87. ローブシン
88. オンバット
89. オンバーン
90. サシカマス
91. カマスジョー
92. ミブリム
93. テブリム
94. ブリムオン
95. モルペコ
96. ミミズズ
97. ワッカネズミ
98. イッカネズミ
99. マンキー
100. オコリザル
101. コノヨザル
102. ゴンベ
103. カビゴン
104. ハスボー
105. ハスブレロ
106. ルンパッパ
107. ノズパス
108. ダイノーズ
109. コリンク
110. ルクシオ
111. レントラー
112. アゴジムシ
113. デンヂムシ
114. クワガノン
115. オドリドリ
116. サンド
117. サンドパン
118. ゴース
119. ゴースト
120. ゲンガー
121. グライガー
122. グライオン
123. デルビル
124. ヘルガー
125. バネブー
126. ブーピッグ
127. バルチャイ
128. バルジーナ
129. ドロバンコ
130. バンバドロ
131. ジャラコ
132. ジャランゴ
133. ジャラランガ
134. オトシドリ
135. ドガース
136. マタドガス
137. コジョフー
138. コジョンド
139. ヨマワル
140. サマヨール
141. ヨノワール
142. リーシャン
143. チリーン
144. マグマッグ
145. マグカルゴ
146. ヒトモシ
147. ランプラー
148. シャンデラ
149. アメタマ
150. アメモース
151. ピィ
152. ピッピ
153. ピクシー
154. ドーミラー
155. ドータクン
156. キラーメ
157. キラフロル
158. ヒンバス
159. ミロカロス
160. ノコッチ
161. ノココッチ
162. ドジョッチ
163. ナマズン
164. フカマル
165. ガバイト
166. ガブリアス
167. メレシー
168. ヤトウモリ
169. エンニュート
170. ニューラ
171. マニューラ
172. ユキワラシ
173. オニゴーリ
174. ユキメノコ
175. シビシラス
176. シビビール
177. シビルドン
178. ヌメラ
179. ヌメイル
180. ヌメルゴン
181. コアルヒー
182. スワンナ
183. カムカメ
184. カジリガメ
185. ウッウ
186. コマタナ
187. キリキザン
188. ドドゲザン
189. ミミッキュ
190. ベロバー
191. ギモー
192. オーロンゲ
193. イエッサン
194. バスラオ
195. イダイトウ
196. ガチグマ
197. イイネイヌ
198. マシマシラ
199. キチキギス
200. オーガポン

## ブルーベリー図鑑
1. ドードー
2. ドードリオ
3. タマタマ
4. ナッシー
5. サイホーン
6. サイドン
7. ドサイドン
8. コンパン
9. モルフォン
10. エレキッド
11. エレブー
12. エレキブル
13. ブビィ
14. ブーバー
15. ブーバーン
16. ピンプク
17. ラッキー
18. ハピナス
19. ストライク
20. ハッサム
21. バサギリ
22. ケンタロス
23. シママ
24. ゼブライカ
25. キリンリキ
26. リキキリン
27. メグロコ
28. ワルビル
29. ワルビアル
30. シガロコ
31. ベラカス
32. ワシボン
33. ウォーグル
34. バルチャイ
35. バルジーナ
36. シシコ
37. カエンジシ
38. シキジカ
39. メブキジカ
40. ドーブル
41. ロトム
42. マホミル
43. マホイップ
44. ナックラー
45. ビブラーバ
46. フライゴン
47. ツツケラ
48. ケララッパ
49. ドデカバシ
50. メノクラゲ
51. ドククラゲ
52. タッツー
53. シードラ
54. キングドラ
55. ハギギシリ
56. モンメン
57. エルフーン
58. キュワワー
59. ナマケロ
60. ヤルキモノ
61. ケッキング
62. ナゾノクサ
63. クサイハナ
64. ラフレシア
65. キレイハナ
66. ディグダ
67. ダグトリオ
68. ベトベター
69. ベトベトン
70. ザングース
71. ハブネーク
72. マケンカニ
73. ケケンカニ
74. オドリドリ
75. ヤドン
76. ヤドラン
77. ヤドキング
78. チョンチー
79. ランターン
80. マーイーカ
81. カラマネロ
82. ラブカス
83. ケイコウオ
84. ネオラント
85. ママンボウ
86. コータス
87. ヤヤコマ
88. ヒノヤコマ
89. ファイアロー
90. シズクモ
91. オニシズクモ
92. バルキー
93. サワムラー
94. エビワラー
95. カポエラー
96. イシツブテ
97. ゴローン
98. ゴローニャ
99. モグリュー
100. ドリュウズ
101. ゴチム
102. ゴチミル
103. ゴチルゼル
104. ニャスパー
105. ニャオニクス
106. メテノ
107. ズガイドス
108. ラムパルド
109. タテトプス
110. トリデプス
111. チラーミィ
112. チラチーノ
113. エアームド
114. チルット
115. チルタリス
116. コイル
117. レアコイル
118. ジバコイル
119. プラスル
120. マイナン
121. ズルッグ
122. ズルズキン
123. ゴビット
124. ゴルーグ
125. ドンメル
126. バクーダ
127. ヤバチャ
128. ポットデス
129. ポリゴン
130. ポリゴン2
131. ポリゴンZ
132. バチュル
133. デンチュラ
134. シビシラス
135. シビビール
136. シビルドン
137. ダンバル
138. メタング
139. メタグロス
140. キバゴ
141. オノンド
142. オノノクス
143. パウワウ
144. ジュゴン
145. ラプラス
146. ハリーセン
147. ハリーマン
148. ユニラン
149. ダブラン
150. ランクルス
151. ブルー
152. グランブル
153. クマシュン
154. ツンベアー
155. サンド
156. サンドパン
157. ロコン
158. キュウコン
159. ユキカブリ
160. ユキノオー
161. ジュラルドン
162. ブリジュラス
163. カミツオロチ
164. フシギダネ
165. フシギソウ
166. フシギバナ
167. ヒトカゲ
168. リザード
169. リザードン
170. ゼニガメ
171. カメール
172. カメックス
173. チコリータ
174. ベイリーフ
175. メガニウム
176. ヒノアラシ
177. マグマラシ
178. バクフーン
179. ワニノコ
180. アリゲイツ
181. オーダイル
182. キモリ
183. ジュプトル
184. ジュカイン
185. アチャモ
186. ワカシャモ
187. バシャーモ
188. ミズゴロウ
189. ヌマクロー
190. ラグラージ
191. ナエトル
192. ハヤシガメ
193. ドダイトス
194. ヒコザル
195. モウカザル
196. ゴウカザル
197. ポッチャマ
198. ポッタイシ
199. エンペルト
200. ツタージャ
201. ジャノビー
202. ジャローダ
203. ポカブ
204. チャオブー
205. エンブオー
206. ミジュマル
207. フタチマル
208. ダイケンキ
209. ハリマロン
210. ハリボーグ
211. ブリガロン
212. フォッコ
213. テールナー
214. マフォクシー
215. ケロマツ
216. ゲコガシラ
217. ゲッコウガ
218. モクロー
219. フクスロー
220. ジュナイパー
221. ニャビー
222. ニャヒート
223. ガオガエン
224. アシマリ
225. オシャマリ
226. アシレーヌ
227. サルノリ
228. バチンキー
229. ゴリランダー
230. ヒバニー
231. ラビフット
232. エースバーン
233. メッソン
234. ジメレオン
235. インテレオン
236. ウガツホムラ
237. タケルライコ
238. テツノカシラ
239. テツノイワオ
240. テラパゴス
241. ウネルミナモ
242. テツノイサハ
243. モモワロウ